# Standort-Zwischenlager Brunsbüttel
Das Standort-Zwischenlager Brunsbüttel (SZL KKB) ist ein Lager für hochradioaktive Abfälle am Standort des Kernkraftwerks Brunsbüttel.

## Geschichte
Die Genehmigung für das Zwischenlager wurde am 30. November 1999 beantragt und erfolgte im November 2003 durch das Bundesamt für Strahlenschutz. Am 14. Februar 2004 klagte ein Anwohner gegen das Zwischenlager. Das zuständige Schleswig-Holsteinische Oberverwaltungsgericht (OVG) wies die Klage zunächst ab, jedoch hob das  Bundesverwaltungsgericht am 10. April 2008 diese Entscheidung auf. In der Folge urteilte das OVG am 19. Juni 2013 dahingehend, dass die Aufbewahrungsgenehmigung aufgehoben ist. Das Urteil wurde vom Bundesverwaltungsgericht am 8. Januar 2015 bestätigt. Aufgrund der fehlenden Rechtsgrundlage für die Zwischenlagerung erließ das als atomrechtliche Aufsichtsbehörde zuständige schleswig-holsteinische Umweltministerium am 16. Januar 2015 eine Anordnung nach § 19 Abs. 3 des Atomgesetzes, die am 17. Januar 2020 auf unbestimmte Zeit verlängert wurde.
Das Lager wurde 2006 mit der Einlagerung des ersten Behälters vom Typ CASTOR V/52 in Betrieb genommen.
Da zum 1. Januar 2019 noch keine Genehmigung für das Zwischenlager vorlag, ist die BGZ Gesellschaft für Zwischenlagerung die dem Genehmigungsverfahren beigetreten.

## Daten
In dem STEAG-Konzept gebauten Lager lagern auf 24 Stellplätzen 20 Behälter vom Typ CASTOR V/52.

## Zwischenfälle
Mit Stand vom 31. Dezember 2023 gab es im Brennelemente-Zwischenlager fünf meldepflichtige Ereignisse gemäß Atomrechtlicher Sicherheitsbeauftragten- und Meldeverordnung.